# Icon in Me
Icon in Me is een groove-metalband, afkomstig uit Moskou (Rusland). De band werd in 2007 opgericht.

## Discografie

### Albums
- Human Museum (2009)[1][2]
- Head Break Solution (2011)[3][4]

### Singles
- Moments (2009)
- The Quest (2011)
- Lost for Nothing (2012)
- Black Water (2013)